# Tinamou cendré
Crypturellus cinereus
Espèce
Statut de conservation UICN

 LC  : Préoccupation mineure
Le Tinamou cendré (Crypturellus cinereus) est une espèce d'oiseaux de la famille des Tinamidae.

## Répartition
Il se rencontre dans les régions de basses terres depuis l'embouchure de l'Amazone jusqu'au sud-est de la Colombie, le nord de la Bolivie, le sud du Venezuela et dans toutes les Guyanes.

## Description
Le plumage du Tinamou cendré est principalement brun foncé à gris brunâtre, bien qu'il devienne généralement plus pâle en dessous, avec une couronne et une nuque légèrement brun rougeâtre. Les immatures sont plus foncés, mais en plus, ils possèdent une couleur cannelle barrée sur les ailes et les parties inférieures.

## Comportement
Il tolère raisonnablement les perturbations humaines, plus encore que beaucoup de ses congénères, et est même «à l'aise» dans les zones de seconde végétation dense des savanes, ainsi que dans les forêts et les plantations des basses terres. La voix est un sifflet d'une seconde, répété à des intervalles fréquents qui deviennent parfois plus courts. La vocalisation de la femelle serait légèrement plus élevée que celle du mâle. Tinamou cendré pond deux œufs dont la couleur varie de la couleur "saumon" au "chocolat noir";  le nid est simplement une brèche dans le sol, et les nids peuvent être trouvés presque toute l'année dans toute son aire de répartition.